# Jean Steinmann
Jean Steinmann est un homme d'église, spécialiste d'exégèse biblique et auteur, né le 1er avril 1911 à Belfort, et mort accidentellement le 8 avril 1963 aux environs de Pétra, en Jordanie.
Vicaire à Notre-Dame de Paris, auteur de nombreux livres sur l'Ancien Testament, il a aussi été un animateur de groupe confessionnel.
Son indépendance d'esprit a été jugée parfois excessive par l'Église catholique. Son livre La vie de Jésus est le dernier ouvrage à avoir été mis à l'Index par le Saint-Office.

## Biographie

### Premières années
Né le 1er avril 1911 à Belfort dans une famille qui comportera huit garçons, Jean Steinmann fait ses études secondaires à Paris de 1923 à 1930. Il rentre au séminaire en 1930, d'abord au grand séminaire d'Issy-les-Moulineaux. Puis, de 1931 à 1932, il effectue son service militaire. Il intègre ensuite le séminaire des Oratoriens à Montsoult.
De 1934 à 1935, il expérimente le travail en usine, chez Alsthom à Levallois-Perret.
Il retourne à Issy-les-Moulineaux de 1935 à 1936, où il est ordonné diacre. Il réalise ses premiers voyages au Moyen-Orient avec un peu d'argent donné par son père.
De 1936 à 1946 (à l'exception des années de guerre 1939-1940), il exerce à l'École Bossuet, dans le 6e arrondissement de Paris comme directeur d'internat puis comme directeur de la division des Grandes Écoles. Il est ordonné prêtre à Issy-les-Moulineaux en 1937,.
Il commence à publier plusieurs articles dans Littérature d'hier et d'aujourd'hui.

### Activités d'homme d'église et auteur
Après un passage durant deux ans dans une paroisse populaire, Notre-Dame de Bonne Nouvelle, il devient vicaire à Notre-Dame de Paris en 1948,.
Jean Steinmann consacre une grande partie de ses activités à l'étude de l'Ancien Testament. Il réalise plusieurs traductions remarquées pour la qualité de leur style, et publie de nombreux livres sur les prophètes, Isaïe, Jérémie, Ézéchiel, Saint Jean-Baptiste, etc..
Il écrit deux ouvrages sur Blaise Pascal, dont il est fervent admirateur, et qui a eu une grande influence sur sa vie spirituelle. Parmi ses livres les plus connus figurent aussi Pour ou contre Danilo Dolci, Richard Simon et les origines de l'exégèse biblique, La critique devant la Bible, Saint-Paul, et Friedrich von Hügel. Au total, il est l'auteur de plus de 30 ouvrages écrits pendant sa vie sacerdotale.

### Mise à l'Index deLa vie de Jésus
En 1959, il publie La vie de Jésus. Bien qu'éditée en tirage limité, le Saint-Office met cette œuvre à l'Index en juin 1961, lui reprochant, selon un commentaire de L'Osservatore Romano, d'avoir « enfermé son personnage dans des limites humaines ».
Le journal écrit précisément : « La figure de Jésus, telle qu'elle ressort de l'ouvrage de M. Steinmann, est celle d'un Jésus vu à travers le filtre de l'imagination et d'exégèses osées. C'est un Jésus tellement enfermé dans des limites humaines qu'aucun évangéliste ne le reconnaîtrait. Plus que d'un solide édifice, il s'agit d'un échafaudage bâti avec du matériel recueilli à la hâte un peu partout et sans discernement, qui manifeste le vide et le caractère provisoire de certaines constructions factices auxquelles nous a accoutumés l'art du spectacle. ». Les autorités romaines lui reprochent aussi ses interprétations sur l'historicité des Évangiles de l'enfance.
Cet ouvrage, destiné surtout aux incroyants, avait toutefois été loué par certains exégètes catholiques,.
En date du 14 février 1962, un décret du Saint-Office interdit à l'abbé Jean Steinmann « toute nouvelle publication en matière biblique ».

### Activités d'animateur
Il est l'animateur d'un cercle biblique et de plusieurs groupes, dont le Groupe Notre-Dame, groupe interconfessionnel qui propose diverses activités spirituelles et culturelles à ses membres (soirées d'entraide, conférences, débats, expositions, camps, voyages, visites...). Jean Steinmann étudie aussi la Bible avec des protestants et des israélites. Les cours d'instruction religieuse qu'il donne aux laïcs adultes dans un local situé près de Notre-Dame au 1 bis quai aux Fleurs ont un grand succès, leur auteur ayant pour souci constant de présenter le message chrétien et l'Église dans un langage de modernité.

### Mort accidentelle à Pétra (Jordanie)
Le Lundi saint 8 avril 1963, alors qu'il conduit un groupe de pèlerins en Terre Sainte dans le cadre d'un pèlerinage du Groupe Notre Dame, avant de retourner à Jérusalem, lui et son groupe effectuent une excursion vers le site des ruines de Pétra, l'ancienne capitale des Nabatéens, en Jordanie. Cheminant à pied dans le profond défilé du Siq qui mène au site archéologique, ils sont surpris par un orage violent, qui génère par effet de ruissellement une crue soudaine, d'une force prodigieuse. Le flot les emporte et l'on retrouvera des corps jusqu'à 22 km en aval,.
La tragédie fait 24 victimes, l'abbé Steinmann, 21 femmes ou jeunes filles, un chauffeur et un guide. Seules trois personnes échappent à la mort, l'une ayant renoncé en dernière minute à l'excursion, les deux autres qui se trouvaient 50 m devant le groupe ayant pu se mettre in-extremis à l'abri en grimpant sur un rocher,,.

## Aspirations et style
Selon Louis-Jacques Rondeleux qui a écrit un ouvrage sur lui, Jean Steinmann exprimait une attitude de poète, un émerveillement devant les hommes et les créations de l'homme, qui traduisaient sa recherche de Dieu. Il poursuivra cette recherche toute sa vie « tant par les voyages, par les contacts d'hommes différents, que par la culture, par le contact de civilisations différentes ».
Rondeleux le classe parmi les penseurs chez qui domine le pouvoir de l'intuition, « n'aimant guère les "rationalistes", philosophes ou théologiens, et leur préférant les poètes, les écrivains et les psychologues ».

## Famille
Jean Steinmann a eu pour frère le Père André Steinmann, ordonné prêtre en même temps que lui en 1937, et missionnaire actif dans le Grand-Nord canadien auprès de la communauté inuit pendant près de 40 ans.

## Ouvrages
- David, roi d'Israël, Paris, Éd. du Cerf, 1948, 188 p.
- Daniel, Paris, Éd. du Cerf, 1950, 180 p.
- Pascal, Paris, Éd. du Cerf, 1954, 446 p. (nouvelle édition Éd. Desclée de Brouwer, 1962, 375 p.)
- Le prophète Isaïe : sa vie, son œuvre et son temps, Paris, Éd. du Cerf, 1955 (2ème édition), 385 p.
- Les plus anciennes traditions du Pentateuque, Paris, Cie Éditeurs, 1954, 212 p.
- Saint-Jean Baptiste et la spiritualité du désert, Paris, Éd. du Seuil, 1955, 191 p.
- Ainsi parlait Qohèlèt, Paris, Éd. du Cerf, 1955, 139 p.
- La Critique devant la Bible, Paris, Éd. A. Fayard, 1956, 123 p.
- Léon Bloy, Paris, Éd. du Cerf, 1956, 459 p.
- Saint-Jérôme, Paris, Éd. du Cerf, 1958, 383 p.
- Richard Simon et les origines de l'exégèse biblique, Paris, Éd. Desclée de Brouwer, 1960, 450 p.
- La Vie de Jésus, Paris, Éd. Denoël, 1961, 251 p. (publié initialement en 1959 par Club des libraires de France)
- Les Juges, Paris, Éd. Desclée de Brouwer, 1960, 145 p.
- Friedrich von Hügel : sa vie, son œuvre et ses amitiés, Paris, Éd. Montaigne, 1962, 583 p
- Les trois nuits de Pascal, Paris, Éd. Desclée de Brouwer, 1963, 112 p.
- Job, Bruxelles, Éd. Œuvre des tracts, 1964, 13 p.
- Inédits, Paris, Éd. Desclée de Brouwer, 1964, 200 p.
- Une foi chrétienne pour aujourd'hui, Paris, Éd. Grasset, 1967, 251 p.